# گرور
گرور، روستایی در دهستان گورک نعلین بخش مرکزی شهرستان میرآباد در استان آذربایجان غربی ایران است.

## جاذبه‌های گردشگری
طبیعت بکر و چشم‌اندازهای بسیار زیبای گرور، این روستا را از سایر روستاها و مناطق اطراف متمایز می‌کند. آب و هوای خوب و مردم خون‌گرم و مهمان نواز گرور، هر ساله عدهٔ بسیاری از مردم را از سایر نقاط ایران و حتی دیگر کشورها، به این روستا می‌کشاند.

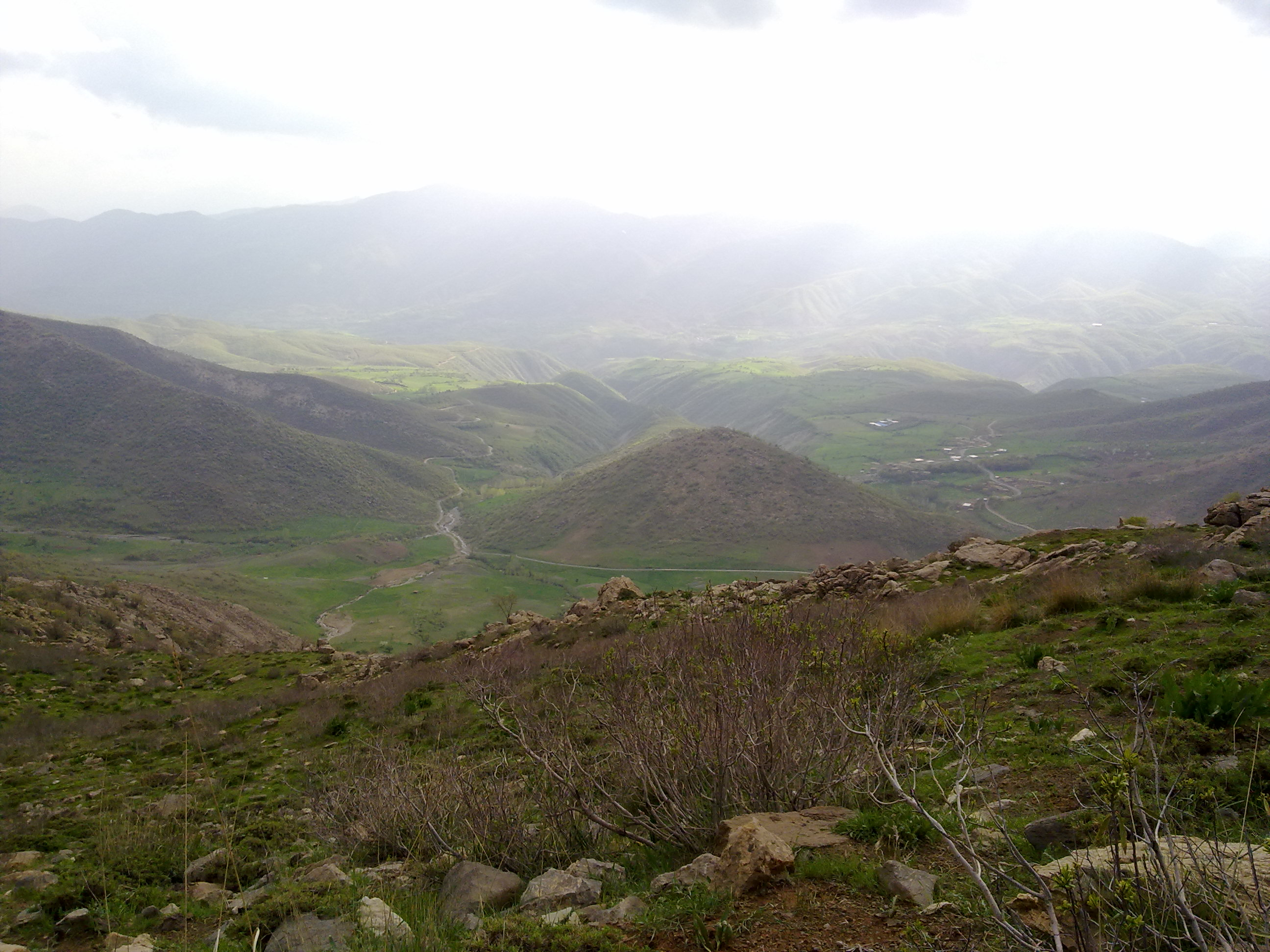
چشم اندازی از روستای گرور
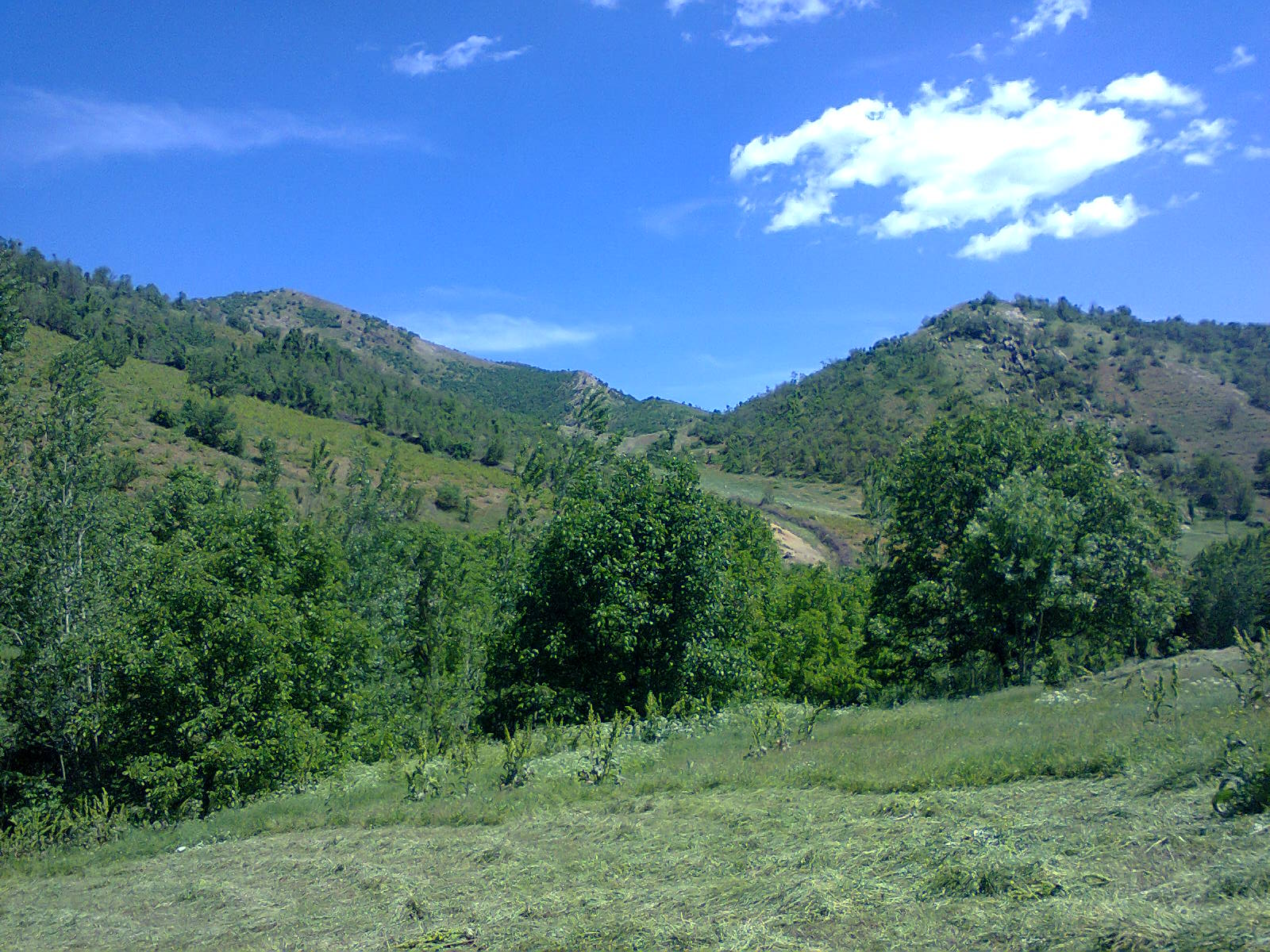
کوهپایه‌های «خاله سامه» روستای گرور
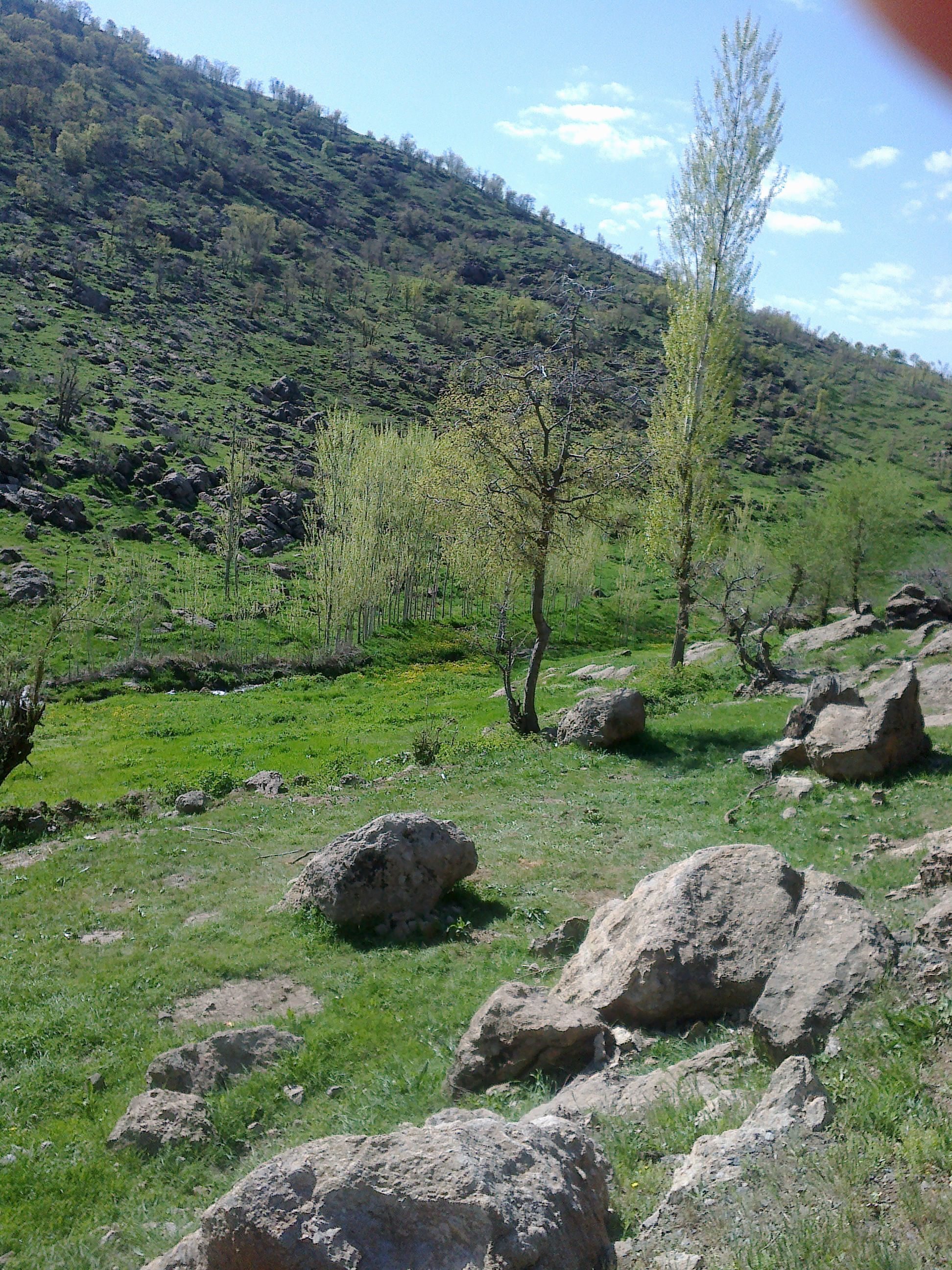
چشمه «کاولان» روستای گرور
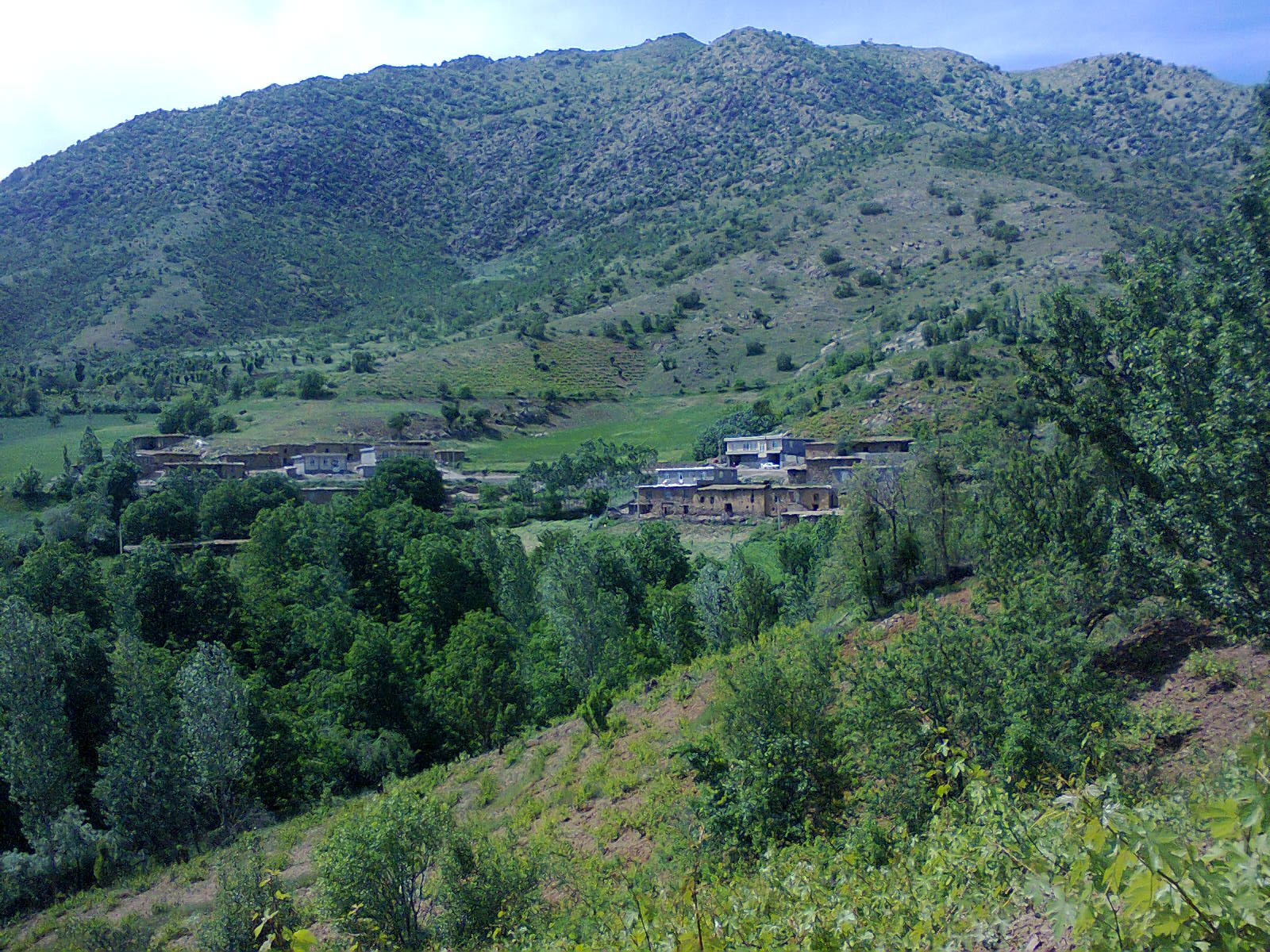
بخشی از خانه‌های روستای گرور

## جمعیت
بر پایه سرشماری عمومی نفوس و مسکن در سال ۱۳۹۵، جمعیت این روستا برابر با ۱۷۲ نفر (۳۳ خانوار) بوده‌است.